# Dimiter Gotscheff
Dimiter Gotscheff (en bulgare : Димитър Гочев ; Parvomaï, 26 avril 1943 - Berlin, 20 octobre 2013) est un metteur en scène de théâtre bulgare, qui a surtout exercé en Allemagne, où il est considéré comme l'un des metteurs en scène les plus importants.

## Biographie
Né en Bulgarie, Gotscheff arrive en 1962 avec son père en RDA, à Bad Freienwalde. Après le bac, il commence des études de vétérinaire (son père était lui-même vétérinaire) à l'Université Humboldt de Berlin. En 1964, il rencontre Heiner Müller dans un restaurant à Berlin et abandonne peu de temps après les études de vétérinaire pour étudier le théâtre. Il est l'élève puis l'assistant de Benno Besson, avec qui il travaille au Berliner Ensemble puis à la Volksbühne, et devient en 1968 assistant de Fritz Marquardt (de) à l'école de théâtre de Babelsberg. Sa première mise en scène, présentée à Nordhausen, est La Comédie des femmes de Heiner Müller.
En 1979, peu de temps après l'exil du poète et chanteur Wolf Biermann, il retourne en Bulgarie, où il met en scène des pièces allemandes mais aussi bulgares, et traduit les pièces de Georg Büchner et Heiner Müller en bulgare. Il se fait surtout remarquer par sa mise en scène de Philoctète de Heiner Müller, dont la première a lieu en 1983 à Sofia.
En 1985, il est invité par Klaus Pierwoß (de), directeur du théâtre de Cologne. Après le succès de sa mise en scène de Quartett de Heiner Müller, il reste en Allemagne. Entre 1993 et 1996, il dirige le théâtre de Düsseldorf, et de 1995 à 2000, il est co-directeur et artiste associé du théâtre de Bochum. En parallèle, il est invité dans les théâtres allemands les plus emblématiques, comme le Théâtre Thalia de Hambourg ou le Deutsches Theater de Berlin.
Dimiter Gotscheff était marié à la comédienne Almut Zilcher avec qui il a eu un fils. Il meurt de maladie le 20 octobre 2013 à Berlin.

## Mises en scène
- 1979 : La Comédie des femmes de Heiner Müller, Nordhausen
- 1983 : Philoctète de Heiner Müller, Sofia
- 1985 : Quartett de Heiner Müller, Cologne
- 1986 : Emilia Galotti de Gotthold Ephraim Lessing, Cologne
- 1987 : Philoctète de Heiner Müller, Bâle
- 1988 : Les Troyennes d'Euripide, Cologne
- 1988 : Œdipe, tyran de Heiner Müller, Bâle
- 1989 : L'Orage d'Alexandre Ostrovski, Hanovre
- 1990 : La Forêt d'Alexandre Ostrovski, Hanovre
- 1990 : Carmen Kittel de Georg Seidel (de), Düsseldorf
- 1991 : Mademoiselle Julie d'August Strindberg, Cologne
- 1992 : La Mission de Heiner Müller, Cologne
- 1992 : La Belle Étrangère de Klaus Pohl (de), Düsseldorf
- 1992 : Leonce et Lena de Georg Büchner, Düsseldorf
- 1993 : La Mouette d'Anton Tchekhov, Cologne
- 1993 : Woyzeck de Georg Büchner, Düsseldorf
- 1994 : Au coin d'une rue de Hans Henny Jahnn, Théâtre Thalia de Hambourg
- 1994 : Die vom Himmel Vergessenen de Ekaterina Tomowa, Düsseldorf
- 1995 : La Cerisaie d'Anton Tchekhov, Düsseldorf
- 1995 : Amphitryon de Heinrich von Kleist, Bochum
- 1996 : Doña Rosita, la célibataire de Federico García Lorca, Bochum
- 1996 : Sur la grand-route d'Anton Tchekhov, Thalia Theater de Hambourg
- 1996 : Die Zimmerschlacht de Martin Walser, Bochum
- 1997 : Germania 3. Les spectres du mort-homme de Heiner Müller, Hambourg
- 1997 : Comme il vous plaira de William Shakespeare, Bochum
- 1997 : Oh les beaux jours de Samuel Beckett, Bochum
- 1998 : Hermès dans la ville de Lothar Trolle, Hambourg
- 1998 : La Cruche cassée de Heinrich von Kleist, Bochum
- 1998 : Ashes to Ashes de Harold Pinter, Bochum
- 1999 : Le Roi Lear de William Shakespeare, Hambourg
- 1999 : Don Quichotte d'après Miguel de Cervantes, Bochum
- 2000 : Six personnages en quête d'auteur de Luigi Pirandello, Bochum
- 2000 : Viridiana de Luis Buñuel, Vienne
- 2000 : Baril de poudre de Dejan Dukovski, Graz
- 2001 : Der dritte Sektor de Dea Loher, Théâtre Thalia de Hambourg
- 2002 : The Lieutenant of Inishmore de Martin McDonagh, Vienne
- 2002 : Die Cenci d'Antonin Artaud, Francfort
- 2002 : Plus loin que loin de Zinnie Harris, Stuttgart
- 2003 : Mort d'un commis voyageur d'Arthur Miller, Deutsches Theater Berlin
- 2003 : Platonov d'Anton Tchekhov, Francfort
- 2003 : Le Dépeupleur d'après Samuel Beckett, Théâtre Thalia de Hambourg
- 2003 : Combat de nègre et de chiens de Bernard-Marie Koltès, Volksbühne Berlin
- 2004 : Salomé de Gerhard Rühm d'après Oscar Wilde, Vienne
- 2004 : Germania. Stücke von Heiner Müller, Deutsches Theater Berlin
- 2005 : Philoctète de Heiner Müller, Volksbühne Berlin (avec Gotscheff dans le rôle principal)
- 2005 : Ivanov d'Anton Tchekhov, Volksbühne Berlin
- 2005 : Légendes de la forêt viennoise de Ödön von Horváth, Deutsches Theater Berlin
- 2006 : Volpone de Ben Jonson, Deutsches Theater Berlin
- 2006 : La Grande Bouffe de Marco Ferreri, Rafael Azcona et Francis Blanche, Volksbühne Berlin
- 2006 : Tartuffe de Molière, Salzburger Festspiele et Théâtre Thalia de Hambourg
- 2007 : Les Perses de Heiner Müller, Deutsches Theater Berlin
- 2007 : Le Suicidé de Nikolaï Erdman, Volksbühne Berlin
- 2007 : Hamlet-machine de Heiner Müller, Deutsches Theater Berlin (avec Gotscheff dans le rôle principal)
- 2007 : Anatomie Titus Fall Of Rome de Heiner Müller, Deutsches Theater Berlin
- 2008 : Ubu roi d'après Alfred Jarry, Volksbühne Berlin
- 2008 : Leonce et Lena d'après Georg Büchner, Thalia Theater de Hambourg
- 2009 : Œdipe, tyran de Heiner Müller, Théâtre Thalia de Hambourg
- 2010 : Prométhée de Heiner Müller, Volksbühne Berlin
- 2010 : La Salle n° 6 d'Anton Tchekhov, Deutsches Theater Berlin
- 2010 : L'Homme sans passé d'Aki Kaurismäki, Deutsches Theater Berlin
- 2011 : Antigone de Bertolt Brecht, Théâtre Thalia de Hambourg
- 2011 : Rivage à l'abandon Médée-Matériau Paysage avec Argonautes | Mommsens Block de Heiner Müller, Deutsches Theater Berlin
- 2013 : Leeres Theater. Heiner Müller: Träume, Witze, Atemzüge, Théâtre Thalia Hambourg
- 2013 : Ciment de Heiner Müller, Residenztheater de Munich
- 2013 : Shakespeare. Spiele für Mörder, Opfer Und Sonstige, Deutsches Theater Berlin.

## Autres
Gotscheff joue le père d'Hamlet dans le film Elf Onkel (de) de Herbert Fritsch, dont la première a lieu en mars 2010 à la Volksbühne.

## Distinctions
- 1991 : Prix de l'association des critiques à l'Académie des Beaux-Arts de Berlin, élu metteur en scène de l'année par la revue « Theater heute ».
- 2006 : Prix de la chaîne de télévision 3-Sat dans le cadre du Theatertreffen pour Ivanov
- 2008 : Prix Peter Weiss
- 2011 : Prix du théâtre de Berlin

## Sources
- (de) Cet article est partiellement ou en totalité issu de l’article de Wikipédia en allemand intitulé « Dimiter Gotscheff » (voir la liste des auteurs).
- Dimiter Gotscheff sur le site de la MC93